# یوگنی کوزنتسوف (شیرجه‌رو)
یوگنی کوزنتسوف (روسی: Евгений Владимирович Кузнецов؛ زادهٔ ۱۲ آوریل ۱۹۹۰) شیرجه‌رو اهل روسیه است.
وی در مسابقات کشوری و بین‌المللی در مجموع برندهٔ ۹ مدال طلا، ۱۱ مدال نقره و ۴ مدال برنز شده‌است.